# بادكاران
بادكاران هي بلدة في مقاطعة كرمنه في ولاية نواوي في أوزبكستان.